# NGC 7080
NGC 7080 est une galaxie spirale barrée située dans la constellation du Petit renard. Sa vitesse par rapport au fond diffus cosmologique est de 4 521 ± 23 km/s, ce qui correspond à une distance de Hubble de 66,7 ± 4,7 Mpc (∼218 millions d'al). NGC 7080 a été découverte par l'astronome allemand Albert Marth en 1863.

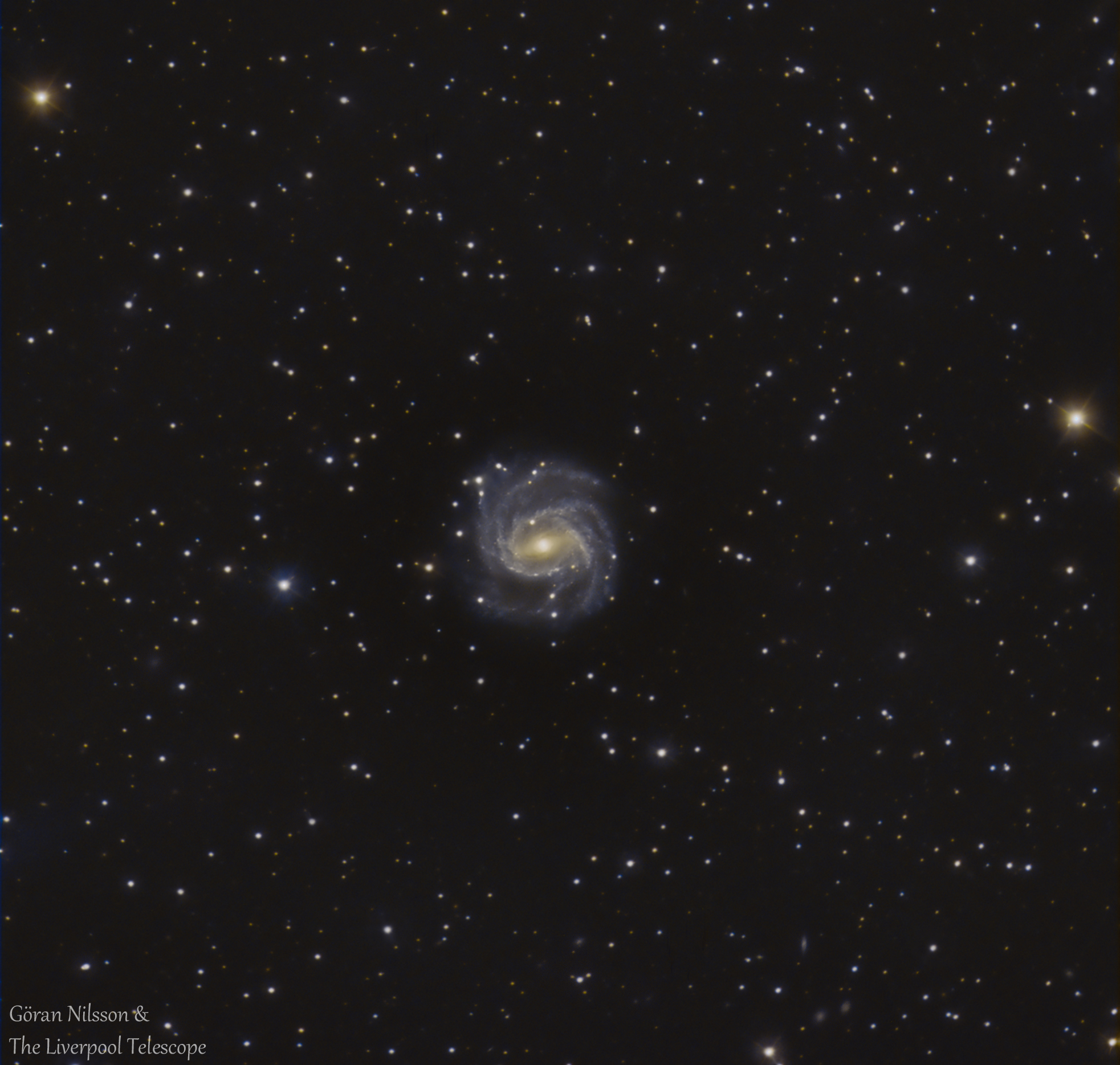
NGC 7080 par le télescope de Liverpool de l'observatoire de Roque de los Muchachos.

La classe de luminosité de NGC 7080 est II et elle présente une large raie HI.
À ce jour, deux mesures non basées sur le décalage vers le rouge (redshift) donnent une distance de 34,850 ± 8,697 Mpc (∼114 millions d'al), ce qui est loin à l'extérieur des valeurs de la distance de Hubble. Notons que c'est avec la valeur moyenne des mesures indépendantes, lorsqu'elles existent, que la base de données NASA/IPAC calcule le diamètre d'une galaxie et qu'en conséquence le diamètre de NGC 7080 pourrait être d'environ 38,7 kpc (∼126 000 al) si on utilisait la distance de Hubble pour le calculer.

## Identification de NGC 7054
Le professeur Seligman et Harold Corwin soutiennent que NGC 7054 est une observation double de NGC 7080 par l'astronome français Édouard Stephan en 1872,. Les autres sources consultées, telles que les bases de données NASA/IPAC et Hyperleda ainsi que Wolfgang Steinicke, soutiennent quant à elles NGC 7054 comme étant un objet céleste perdu ou inexistant,. NGC 7054 ne figure pas sur la base de données Simbad

## Supernova
La supernova SN 1998ey a été découverte dans NGC 7080 le 5 décembre 1998 par l'astronome amateur britannique Ron Arbour. D'une magnitude apparente de 17,0 au moment de sa découverte, son type n'a pu être identifié.